# Concord (Kalifornia)
Concord – miasto w Stanach Zjednoczonych, w stanie Kalifornia, w hrabstwie Contra Costa, u podnóża masywu Diablo, na północny wschód od Oakland. Według spisu z 2010 roku miasto zamieszkiwało 122 067 mieszkańców.
W Concord urodzili się amerykańscy aktorzy Tom Hanks i Mark Hamill, a także Dave Brubeck.
W mieście rozwinął się przemysł rafineryjny.

## Miasta partnerskie
- Kitakami, Japonia